# アレクサンダー・フォン・ヴュルテンベルク (1804-1885)
アレクサンダー・パウル・ルートヴィヒ・コンスタンティン・フォン・ヴュルテンベルク（ドイツ語:Alexander Paul Ludwig Konstantin von Württemberg, 1804年9月9日 - 1885年7月4日）は、ドイツのヴュルテンベルク王国の王族。テック公爵家の始祖。

## 生涯
ヴュルテンベルク王フリードリヒ1世の弟ルートヴィヒと、その2番目の妻でナッサウ＝ヴァイルブルク侯カール・クリスティアンの娘であるヘンリエッテとの間の息子として、サンクトペテルブルクで生まれた。
アレクサンダーは1835年、ハンガリーの伯爵令嬢レーデイ・クラウディアと貴賤結婚をし、間に3人の子女をもうけた。クラウディアはホーエンシュタイン伯爵夫人の称号を与えられ、子供たちも同様の称号を許されたが、王族として扱われることはなかった。
- クラウディーネ（1836年 - 1894年）
- フランツ（1837年 - 1900年） - テック公
- アマーリア（1838年 - 1898年） - パウル・フォン・ヒューゲル伯爵と結婚

1841年に妻クラウディアが馬に踏み殺される悲劇が起きると、アレクサンダーは心を病み、精神的不安定は死ぬまで続くことになった。1863年、3人の子供たちはヴュルテンベルク王ヴィルヘルム1世からテック侯爵（または侯爵夫人）の地位を与えられた。長男のフランツは1866年にイギリスのヴィクトリア女王の従妹メアリー・アデレード・オブ・ケンブリッジと結婚し、これによって1871年にテック公爵に昇爵した。フランツとその子供たちはイギリスに帰化し、フランツの娘ヴィクトリア・メアリーはイギリス王ジョージ5世の妃となった。